# Гранд-Айленд (Небраска)
Гранд-Айленд (англ. Grand Island) — город в Небраске, окружной центр округа Холл.  Население, согласно переписи 2010 года, составляло 48 520 человек.
Гранд-Айленд был удостоен премии All-America City три раза (в 1955, 1967 и 1981–82 годах) Национальной гражданской лигой.
В Гранд-Айленде находится Центр подготовки сотрудников правоохранительных органов Небраски, который является единственным учреждением, ответственным за подготовку сотрудников правоохранительных органов по всему штату, а также является центром Южного энергетического округа, обслуживающего южную часть Небраски.

## История
В 1857 году тридцать пять поселенцев немецкого происхождения создали новое поселение на острове, известном как «La Grande Isle» (то есть «Большой остров») на реке Платт. В 1868 году по этой местности прошла железная дорога, что сразу же привело к развитию торговли на новой станции. К 1870 году население города уже превысило тысячу человек. В 1890 году в Гранд-Айленде был построен первый в Небраске завод по переработке сахарной свёклы.

## Экономика
Гранд-Айленд был и остаётся одним из крупнейших торговых центров Небраски. В Небраске широко известен торговый пассаж Гранд-Айленда, расположенный в историческом центре города и включающий в себя множество магазинов, в том числе мебельных и антикварных, а также известные рестораны.
С 2010 года в Гранд-Айленде проводится ярмарка штата Небраска (Nebraska State Fair).

## Знаменитые уроженцы
- Вольбах, Симеон Бёрт, патолог
- Фонда, Генри, актёр театра и кино